# Informationen am Morgen
Informationen am Morgen ist seit dem 7. Oktober 1974, damals noch unter dem Titel Deutschlandfunk fünf nach fünf, die morgendliche Nachrichtensendung des öffentlich-rechtlichen Hörfunksenders Deutschlandfunk (DLF). Sie wird von der Redaktion Zeitfunk produziert.
Inhaltlich besteht die Sendung aus Berichten und Reportagen zu aktuellem Nachrichtengeschehen. Die Berichte kommen von Reportern des DLF und des ARD-Hörfunks. Hinzu kommen längere Interviews (etwa 5 bis 10 Minuten) mit Persönlichkeiten vor allem aus der Politik, die oft von anderen Medien zitiert werden.

## Sendezeiten
Die Informationen am Morgen werden montags bis samstags (außer an bundeseinheitlichen Feiertagen) zu den folgenden Zeiten gesendet:
- Montag bis Freitag: 5:05 Uhr bis 9:00 Uhr
- Samstag: 6:10 Uhr bis 9:00 Uhr

## Format
In jeder Sendestunde werden zweimal Nachrichten (je zur vollen und zur halben Stunde) gesendet. Die Nachrichten zur vollen Stunde variieren in der Länge in den einzelnen Sendestunden; es gibt fünf- und zehnminütige Nachrichtenausgaben. Daneben finden sich folgende regelmäßige Rubriken in der Sendung:
- Hauptinterviews
  - Mo–Sa: 6:50 Uhr, 7:15 Uhr, 8:10 Uhr
- Morgenandacht (religiöser Beitrag)
  - Mo–Sa: 6:35 Uhr
- Presseschau
  - Mo–Fr: 5:35 Uhr (national), 7:05 Uhr (national), 8:50 Uhr (national und international)
  - Sa: 7:05 Uhr (national), 8:50 Uhr (national und international)
  - Früher wurde um 7:35 Uhr eine kritisch kommentierte Presseschau aus DDR-Medien gesendet.
- Börse und Wirtschaft
  - Mo–Sa: 7:35 Uhr, 8:35 Uhr
- Sport
  - Mo–Sa: 7:56 Uhr, 8:40 Uhr
- Podium (längere Reportage, inzwischen nicht mehr zwingend in jeder Sendung vertreten)
  - Mo–Sa: 7:50 Uhr
- Kultur und Wissenschaft
  - Mo–Fr: 8:37 Uhr
- Das Wichtigste heute Morgen
  - Mo–Sa: 8:45 Uhr

Die Musik in der Sendung dient der thematischen Trennung und dem Zeitausgleich zwischen den Wortbeiträgen, die teils live und teils aus Aufzeichnungen gesendet werden. Es wird ausschließlich Instrumentalmusik ohne Gesang gespielt, die jederzeit ausgeblendet werden kann. Die gespielte Musik kommt frühestens nach 14 Tagen wieder ins Programm.

## Aktuelle Moderatoren (in der Reihenfolge der Häufigkeit der Moderation im Jahr 2023)
- Philipp May
- Tobias Armbrüster
- Jasper Barenberg
- Christoph Heinemann
- Moritz Küpper
- Silvia Engels
- Barbara Schmidt-Mattern
- Maria Grunwald
- Dirk Müller
- Friedbert Meurer
- Sandra Schulz
- Stefan Heinlein
- Josephine Schulz
- Dirk-Oliver Heckmann
- Jürgen Zurheide
- Sarah Zerback
- Theo Geers
- Bettina Klein
- Thielko Grieß
- Stephanie Rohde
- Rainer Brandes

## Verbreitung
Neben der Ausstrahlung ist ein Großteil der Berichte und Interviews über die Internetseite und über die App des Senders abrufbar.